# Abdul Muntaqim
Abdul Muntaqim (ur. 17 marca 2007 w Bandar Seri Begawan) – brunejski książę, najstarszy syn księcia koronnego Brunei Al-Muhtadee Billaha i księżnej Pengiran Anak Sarah, wnuk sułtana Hassanala Bolkiaha. Jest drugi w linii sukcesji brunejskiego tronu. 